# DN19-es főút (Románia)
A DN19-es főút (románul drumul național 19) Románia északnyugati részén halad át.

## Érintett városok
Nagyvárad – Székelyhíd – Érmihályfalva – Nagykároly – Szatmárnémeti – Sárköz – Avasfelsőfalu – Máramarossziget.